# Jekaterina Borissowna Bukina
Jekaterina Borissowna Bukina (russisch Екатерина Борисовна Букина; * 5. Mai 1987 in Moskau, Sowjetunion) ist eine russische Ringerin. Sie gewann bei Welt- und Europameisterschaften mehrere Medaillen.

## Werdegang
Jekaterina Bukina begann in Moskau im Jahre 2000 mit dem Ringen. Sie gehört dem Sportclub Vites Moskau an. Ihre erste Trainerin war N.P. Iwanowna. Seit 2005 wird sie von Waleri Tschupakow trainiert. Sie ist Studentin, 1,75 Meter groß und ringt in der schwersten Gewichtsklasse im Frauenringen, der Gewichtsklasse bis 72 kg Körpergewicht.
Schon im Juniorenalter wurde sie bei mehreren internationalen Meisterschaften eingesetzt und gewann bei diesen mehrere Medaillen. 2004 kam sie bei der Junioren-Europameisterschaft (Cadets) in Albena/Bulgarien auf den 2. Platz, 2006 gewann sie bei der Junioren-Weltmeisterschaft in Guatemala-Stadt eine Bronzemedaille und 2007 wurde sie bei der Junioren-Weltmeisterschaft in Peking Vize-Weltmeisterin. Sie unterlag dort im Finale gegen die Chinesin Jiao Wang, die ein Jahr später in Peking auch Olympiasiegerin wurde.
2008 belegte Jekaterina Bukina in Thessaloniki bei der Universitäten-Weltmeisterschaft in der Gewichtsklasse bis 72 kg hinter Stephany Lee aus den Vereinigten Staaten den 2. Platz. Bei der russischen Meisterschaft dieses Jahres scheiterte sie früh an Jelena Perepelkina und hatte deshalb keine Chance sich für die Teilnahme an den Olympischen Spielen in Peking zu qualifizieren.
2009 wurde sie hinter Jelena Perepelkina russische Vizemeisterin und in den Jahren 2010 und 2011 wurde sie russische Meisterin.
Aufgrund dieser Meistertitel wurde sie auch bei den internationalen Meisterschaften der Jahre 2010 und 2011 eingesetzt. Bei der Europameisterschaft 2010 in Baku kam sie dabei zu Siegen über Dina Iwanowa, Aserbaidschan, Maider Unda Gonzales de Audicana, Spanien und Marina Gastl, Österreich. Im Finale unterlag sie aber der starken Bulgarin Stanka Slatewa und wurde somit Vize-Europameisterin. Auch bei der Weltmeisterschaft 2010 in Moskau unterlag sie nach einem Sieg über Laure Ali Annabel aus Kamerun in ihrem zweiten Kampf gegen Stanka Slatewa. Sie konnte sich aber in der Trostrunde mit Siegen über Sheherazade Bentorki aus Frankreich und Jenny Fransson aus Schweden noch eine Bronzemedaille sichern.
Bei der Europameisterschaft 2011 in Dortmund siegte Jekaterina Bukina zunächst über Maja Gunvor Erlandsen aus Norwegen und lieferte dann in ihrem zweiten Kampf Stanka Slatewa einen harten Kampf, den sie nur knapp mit 1:2 Runden bei 3:3 Punkten verlor. Da Stanka Slatewa bei dieser Meisterschaft durch eine Halbfinalniederlage gegen Kateryna Burmistrowa aus der Ukraine das Finale nicht erreichte, kam Jekaterina Bukina nicht in die Trostrunde und musste mit dem 8. Platz vorliebnehmen. Bei der Weltmeisterschaft 2011 in Istanbul siegte Jekaterina Bukina über Laure Ali Annabel, Gelegdschamtsyn Narantschimeg, Mongolei, Xynthia Vanessa Vescan, Frankreich und Wassilissa Marsaljuk, Ukraine und unterlag im Finale gegen Stanka Slatewa (0:2 Runden, 1:4 Punkte). Damit wurde sie Vize-Weltmeisterin. Dass sie Stanka Slatewa doch schlagen kann bewies sie dann beim sog. FILA-Test-Turnier für die Olympischen Spiele in London, wo sie diese im Finale nach Punkten besiegte und dieses Turnier gewann.
Bei der Europameisterschaft 2012 in Belgrad war sie nicht am Start. Bei der russischen Meisterschaft 2012, die am letzten Märzwochenende stattfand, verlor Jekaterina Bukina im Finale dieser Meisterschaft gegen Natalja Worobjowa auf Schulter. In Natalja Worobjowa ist ihr damit eine große Konkurrentin beim Kampf um die Fahrkarte zu den Olympischen Spielen in London entstanden. In London wurde dann tatsächlich Natalja Worobjowa eingesetzt, die dort auch Olympiasiegerin wurde. Jekaterina Bukina wurde im September 2012 zur Weltmeisterschaft nach Strathcona County in Kanada entsandt. Sie konnte dort aber nicht überzeugen, denn nach einem gewonnenen Kampf gegen Badrachyn Odontschimeg aus der Mongolei, verlor sie gegen Xu Qing aus China, schied aus und belegte nur den 7. Platz.
2013 wurde Jekaterina Bukina wieder russische Meisterin in der Gewichtsklasse bis 72 kg, wobei ihr im Halbfinale das Kunststück gelang die Olympiasiegerin Natalja Worobjowa zu besiegen. Im Juli 2013 gelang noch ein schöner Erfolg, als sei bei der Universiade in Kasan siegte. Im Finale besiegte sie dabei die US-Amerikanerin Brittany Roberts. Bei der Europameisterschaft und bei der Weltmeisterschaft dieses Jahres wurde aber nicht sie, sondern Natalja Worobjowa eingesetzt.
Auch 2014 wurde sie wieder russische Meisterin in der neuen Gewichtsklasse bis 75 kg vor Jelena Perepelkina, Aljona Afanasjewa und Alena Starodubzewa. Natalja Worobjowa hatte in die Gewichtsklasse bis 69 kg abtrainiert. Im März 2014 vertrat sie beim Mannschaft-Welt-Cup in Tokio die russischen Farben in der Gewichtsklasse bis 75 kg. Sie unterlag dabei im Finale, das von Japan mit 8 : 0 gewonnen wurde, gegen die Altmeisterin Kyoko Hamaguchi nach Punkten. Bei der Europameisterschaft in Vantaa/Finnland gewann Jekaterina Bukina in der Gewichtsklasse bis 75 kg eine Bronzemedaille. Auf dem Weg zu diesem Erfolg besiegte sie Patricia Howis, Polen und Maria Selmaier, Deutschland, unterlag im Halbfinale gegen Wasilisa Marsalijuk aus Weißrussland und sicherte sich die Medaille durch einen Sieg über Zsanett Nemeth aus Ungarn.

## Internationale Erfolge
| Jahr | Platz | Wettbewerb                               | Gewichtsklasse | Ergebnisse |
| 2004 | 2.    | Junioren-EM (Cadets) in Albena/Bulgarien | bis 70 kg      | hinter Elena Diana Mudrag, Rumänien, vor Wassilissa Marsaljuk, Ukraine                                                                                          |
| 2005 | 2.    | Großer Preis von Deutschland in Dormagen | bis 72 kg      | hinter Anita Schätzle, Deutschland, vor Marina Gastl, Österreich                                                                                                |
| 2006 | 9.    | Großer Preis von Deutschland in Dormagen | bis 72 kg      | Siegerin: Anita Schätzle vor Maider Unda Gonzales de Audicana, Spanien                                                                                          |
| 2006 | 3.    | Junioren-WM in Guatemala-Stadt           | bis 72 kg      | nach einer Niederlage gegen Wassilissa Marsaljuk und Siegen über Ana Maria Paic, Rumänien und Jenny Fransson, Schweden                                          |
| 2007 | 5.    | Großer Preis von Deutschland in Dormagen | bis 72 kg      | Siegerin: Darija Nasarowa, Russland vor Yan Hong, China |
| 2007 | 8.    | Junioren-WM in Belgrad                   | bis 72 kg      | Siegerin: Emma Weberg, Schweden vor Olga Dumchowska, Ukraine |
| 2007 | 2.    | Junioren-WM in Peking                    | bis 72 kg      | nach Siegen über Oksana Waschtschuk, Ukraine, Leah Callahan, Kanada, Devi Minakshi, Indien und Ana Maria Paic und einer Niederlage gegen Jiao Wang, China       |
| 2008 | 2.    | Universitäten-WM in Thessaloniki         | bis 72 kg      | hinter Stephany Lee, USA, vor Vanessa Wilson, Kanada und Sheherazade Bentorki, Frankreich                                                                       |
| 2009 | 1.    | Großer Preis von Deutschland in Dormagen | bis 72 kg      | vor Natalja Worobjowa, Russland, Jenny Fransson und Swetlana Sajenko, Ukraine                                                                                   |
| 2010 | 1.    | Golden-Grand-Prix in Krasnojarsk         | bis 72 kg      | vor Laure Annabel Ali, Kamerun, Gelegdschamtsyn Narantschimeg, Mongolei und Stanka Slatewa, Bulgarien                                                           |
| 2010 | 2.    | EM in Baku                               | bis 72 kg      | nach Siegen über Dina Iwanowa, Aserbaidschan, Maider Unda Gonzales de Audicana und Marina Gastl und einer Niederlage gegen Stanka Slatewa                       |
| 2010 | 1.    | Großer Preis von Deutschland in Dormagen | bis 72 kg      | vor Marina Gastl, Cynthia Vanessa Vescan, Frankreich und Wassilissa Marsaljuk                                                                                   |
| 2010 | 8.    | Golden-Grand-Prix in Baku                | bis 72 kg      | Siegerin: Stanka Slatewa vor Gusel Manjurowa, Kasachstan |
| 2010 | 3.    | WM in Moskau                             | bis 72 kg      | nach einem Sieg über Laure Ali Annabel, einer Niederlage gegen Stanka Slatewa und Siegen über Sheherazade Bentorki und Jenny Fransson                           |
| 2011 | 3.    | Großer Preis von Frankreich in Tourcoing | bis 72 kg      | hinter Qing Xu, China u. Natalja Worobjowa, Russland |
| 2011 | 2.    | Welt-Cup in Liévin/Frankreich            | bis 72 kg      | hinter Kyoko Hamaguchi, Japan, vor Wing Xu und Ali Sue Bernard, USA                                                                                             |
| 2011 | 8.    | EM in Dortmund                           | bis 72 kg      | nach einem Sieg über Maja Gunvor Erlandsen, Norwegen und einer Niederlage gegen Stanka Slatewa                                                                  |
| 2011 | 2.    | Poland-Open in Tarnowo Podgórne          | bis 72 kg      | hinter Stanka Slatewa und vor Ali Sue Bernard und Aline Silva Ferreira, Brasilien                                                                               |
| 2011 | 2.    | WM in Istanbul                           | bis 72 kg      | nach Siegen über Laure Ali Annabel, Gelegdschamtsyn Narantschimeg, Cynthia Vanessa Vescan und Wassilissa Marsaljuk und einer Niederlage gegen Stanka Slatewa    |
| 2011 | 1.    | FILA-Test-Turnier in London              | bis 72 kg      | vor Stanka Slatewa Christowa, Laure Ali Annabel und Jenny Fransson                                                                                              |
| 2012 | 4.    | Welt-Cup in Tokio                        | bis 72 kg      | hinter Kateryna Burmistrowa, Leah Callahan, Kanada und Adeline Gray, USA                                                                                        |
| 2012 | 3.    | Poland-Open in Ratibor                   | bis 72 kg      | hinter Gusel Majurowa und Wassilissa Marsalijuk |
| 2012 | 7.    | WM in Strathcona County/Kanada           | bis 72 kg      | nach einem Sieg über Badrachyn Odontschimeg, Mongolei und einer Niederlage gegen Xu Qing, China                                                                 |
| 2013 | 1.    | „Alexander-Medwed“-Preis in Minsk        | bis 72 kg      | vor Swetlana Sajenko, Sabira Alijewa, Aserbaidschan und Wassilissa Marsalijuk                                                                                   |
| 2013 | 1.    | Universiade in Kasan                     | bis 72 kg      | vor Brittany Roberts, USA, Erica Wiebe, Kanada und Galina Lewtschenko, Weißrussland                                                                             |
| 2013 | 9.    | „Wacław-Ziółkowski“-Memorial in Spała    | bis 72 kg      | Siegerin: Erica Wiebe vor Gusel Manjurowa |
| 2013 | 1.    | Pokalturnier in Nowotscheboksarsk        | bis 72 kg      | vor Alena Starodubzewa, Ksenia Burakowa und Angela Katajewa, alle Russland                                                                                      |
| 2014 | 3.    | „Iwan-Yarigin“-Memorial in Krasnojarsk   | bis 75 kg      | hinter Otschirbatyn Burmaa, Mongolei und Wassilissa Marsalijuk                                                                                                  |
| 2014 | 2.    | Klippan-Lady-Open                        | bis 75 kg      | hinter Erica Wiebe, vor Francy Raedelt, Deutschland und Adeline Gray, USA                                                                                       |
| 2014 | 3.    | EM in Vantaa/Finnland                    | bis 75 kg      | nach Siegen über Patricia Howis, Polen und Maria Selmaier, Deutschland, einer Niederlage gegen Wassilissa Marsalijuk und einem Sieg über Zsanett Nemeth, Ungarn |

## Russische Meisterschaften
| Jahr | Platz | Gewichtsklasse | Ergebnisse                                                              |
| 2009 | 2.    | bis 72 kg      | hinter Jelena Perepelkina, vor Irina Fomitschewa und Alena Starodubzewa |
| 2010 | 1.    | bis 72 kg      |                                                                         |
| 2011 | 1.    | bis 72 kg      | vor Jelena Perepelkina, Alena Starodubzewa und Natalja Worobjowa        |
| 2012 | 2.    | bis 72 kg      | hinter Natalja Worobjowa, vor Jelena Perepelkina                        |
| 2013 | 1.    | bis 72 kg      | vor Tatjana Morosowa, Natalja Worobjowa und Wiktorija Frolow            |
| 2014 | 1.    | bis 75 kg      | vor Jelena Perepelkina, Aljona Afanasjewa und Alena Starodubzewa        |

Erläuterungen
- alle Wettkämpfe im freien Stil
- WM = Weltmeisterschaft, EM = Europameisterschaft